# 井澤健
井澤 健（いざわ けん、1980年2月20日 - ）は、日本の元俳優、元タレント。群馬県高崎市出身。デビューから引退まで、バーニングプロダクションに所属していた。

## 人物
1995年、ジュノン・スーパーボーイ・コンテストでグランプリ受賞。1996年、ドラマ『イグアナの娘』でデビュー。
芸名はバーニングプロダクションと関わりの深いイザワオフィスの社長である"井澤 健"によるものだと言われている。
ファッション関係に進むべく、俳優業を休止したが、ファッションブランドも解散し、事実上俳優業を引退。
2019年2月13日放送の「魔法のレストラン」にて元ジュノンボーイグランプリの店長として紹介される。

## 主な出演作品

### テレビドラマ
- イグアナの娘（1996年、テレビ朝日） - 高見沢博
- 闇のパープル・アイ（1996年、テレビ朝日） - 山崎淳史
- イタズラなKiss（1996年、テレビ朝日） - 渡辺純一
- ナチュラル 愛のゆくえ（1996年、日本テレビ） - 山崎知樹
- ストーカー 逃げきれぬ愛（1997年、日本テレビ） - 三枝次郎
- FiVE 第5話（1997年、日本テレビ）
- 木曜の怪談 爆烈!分身娘（1997年、フジテレビ）
- 幻想ミッドナイト「八千六百五十三円の女」（1997年、テレビ朝日） - 佐藤真二
- おそるべしっっ!!! 音無可憐さん（1998年、テレビ朝日） - 樋口修平
- 女教師（1998年、テレビ朝日） - 桜井雄二
- P.A. 第3話（1998年、日本テレビ）
- 金曜エンタテイメント 「お気らく主婦の大冒険1」（1998年） - 狩野雅弘 役
- 可愛いだけじゃダメかしら?（1999年、テレビ朝日） - 新也
- ナオミ（1999年、フジテレビ） - 神谷守
- 小市民ケーン（1999年、フジテレビ） - 工藤聡司
- TEAM 第3話（1999年、フジテレビ） - 安田要一
- 永遠の仔（2000年、日本テレビ） - 久坂聡志
- ルーキー! 第11・12話（2001年、フジテレビ）
- 救命病棟24時II 第9話（2001年、フジテレビ） - 黒木慎太郎
- 恋を何年休んでますか（2001年、TBS） - 北見勉
- 愛と青春の宝塚（2002年、フジテレビ）
- アルジャーノンに花束を（2002年、フジテレビ） - 原田文彦
- 刑事☆イチロー（2003年、TBS）
- すいか（2003年、日本テレビ） - バーテンダー
- Dr.コトー診療所 第4・5話（2003年、フジテレビ） - 安部純一
- ああ探偵事務所 第10話（2004年、テレビ朝日）
- 結婚のカタチ（2004年、NHK）
- 世にも奇妙な物語 秋の特別編 (2004年)「あけてくれ」（2004年、フジテレビ） - ヒロシ
- めだか 第1話（2004年、フジテレビ）
- 横山秀夫サスペンス　真相（2005年、TBS）- 森勇太
- Mの悲劇（2005年、TBS） - 高山真治
- 偽りの花園 第1話〜第3話（2006年、フジテレビ） - 島村夢州
- 電車男 もうひとつの最終回スペシャル（2005年、フジテレビ） - 美代子の恋人
- セーラー服と機関銃（2006年、TBS） - 稲葉通男
- 逃亡者おりん（2006年-2007年、テレビ東京）
- 忠臣蔵 瑤泉院の陰謀（2007年、テレビ東京） - 浅野大学長広
- 松本清張スペシャル・地方紙を買う女（2007年、日本テレビ） - 石崎俊介

### 映画
- ときめきメモリアル（ぼくたちの映画シリーズ、制作：東映/CX映画部、1997年） - 村木幸男
- 好き 第1話『テンカウント』、第2話『波』、第3話『チャーシューメン』（2000年）
インターネット配信オムニバス映画 制作：エンジンネットワーク
- 竜二Forever（制作：東北新社クリエイツ、2002年） - 『竜二』スタッフ
- ゴーストシャウト（制作：MMJ、2004年） - 柳田浩司

### Vシネマ
- 横浜暗黒街 華炎（2008年）